# Katastrofy górnicze w Polsce

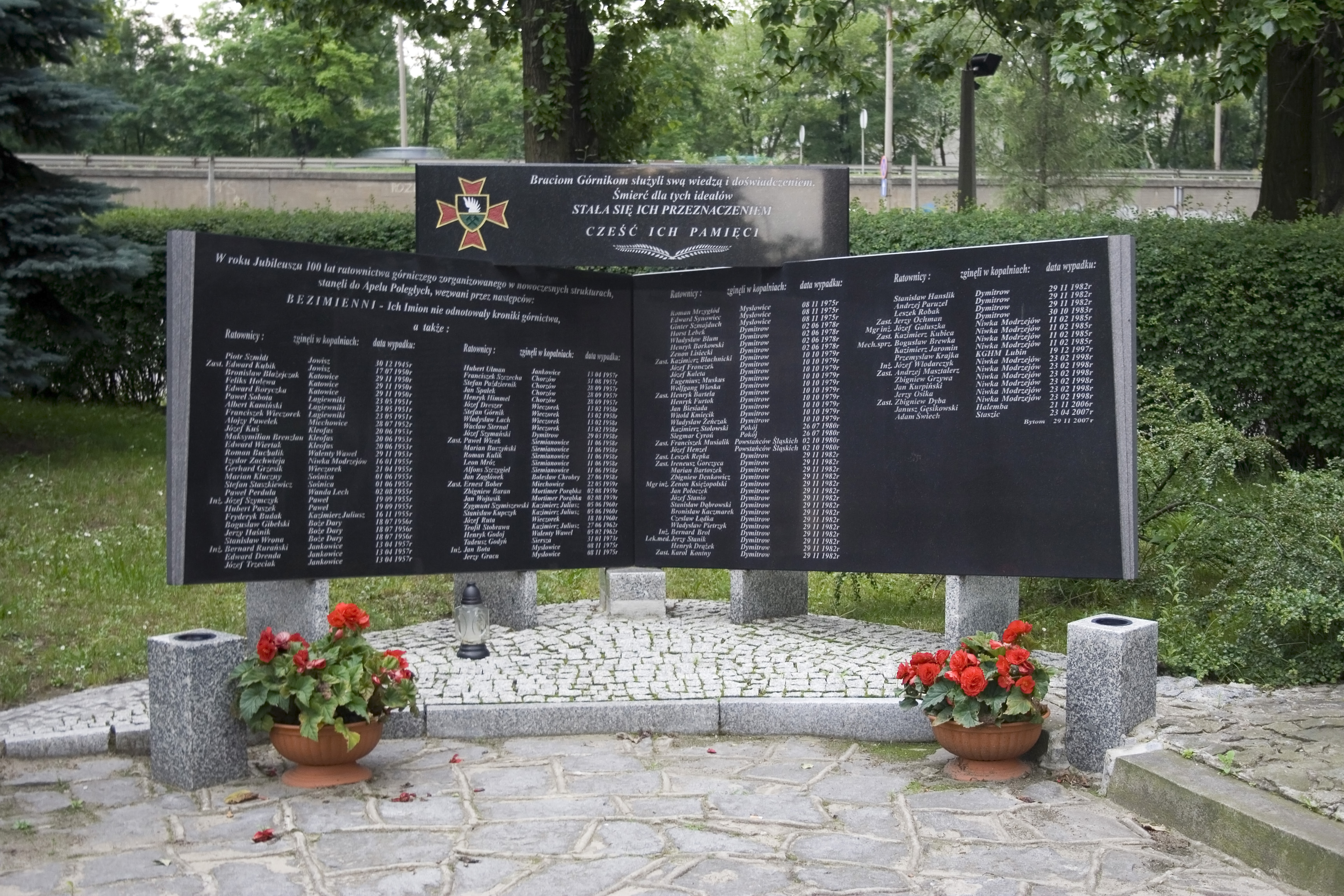
Tablica pamiątkowa poświęcona zmarłym ratownikom górniczym przy Centralnej Stacji Ratownictwa Górniczego w Bytomiu

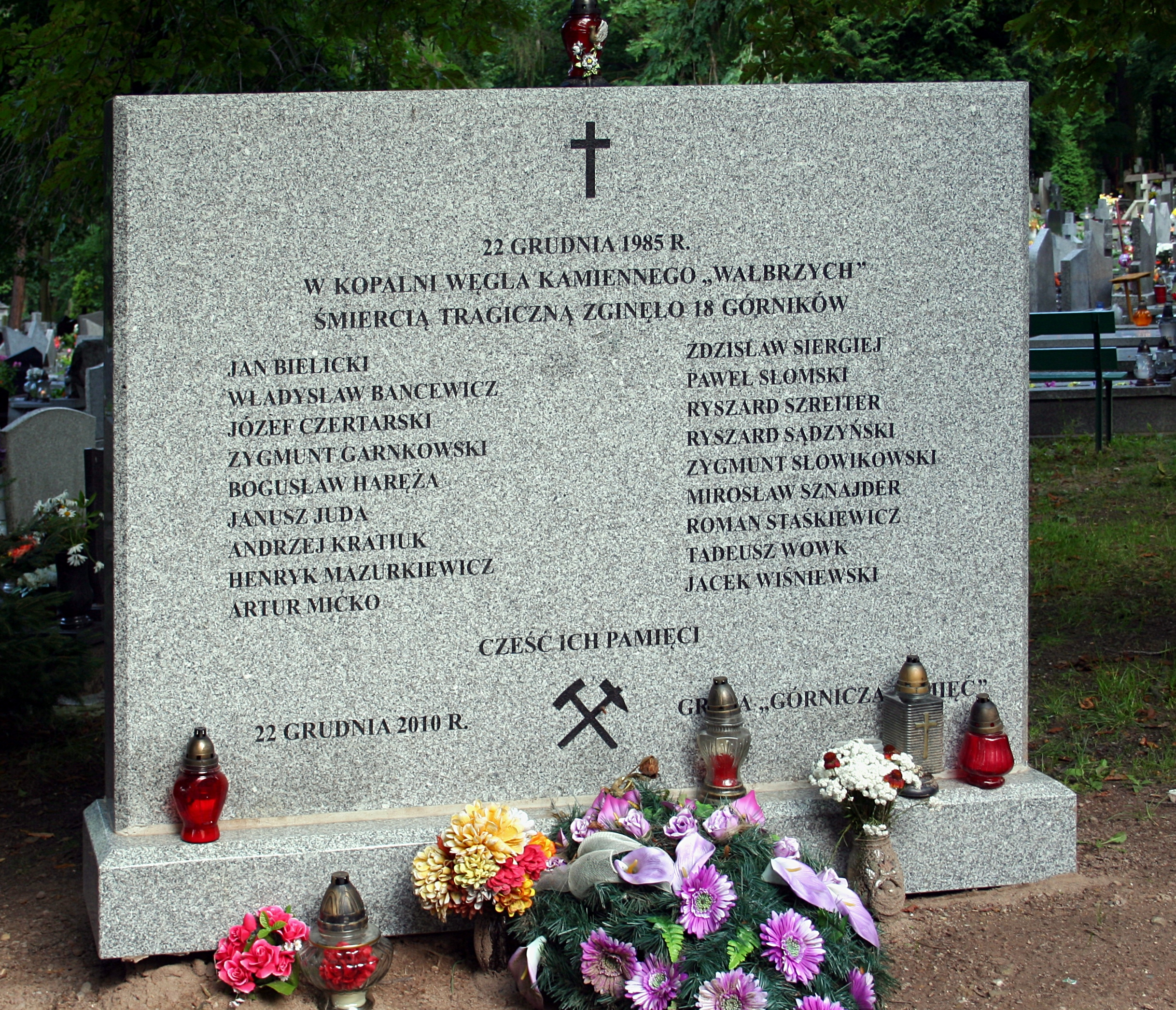
Tablica pamiątkowa upamiętniająca katastrofę górniczą w KWK „Wałbrzych”, znajdująca się na cmentarzu przy ulicy Moniuszki w Wałbrzychu

Lista katastrof górniczych w Polsce – obejmuje zdarzenia na terenie dzisiejszej Polski, w których zginęło co najmniej 5 osób.
W 2007 w polskich kopalniach zginęło 15 osób, a Wyższy Urząd Górniczy odnotował ponad 2500 wypadków, z których 18 sklasyfikowano jako ciężkie. W 2008 zginęło 22 górników, a 20 odniosło ciężkie obrażenia. Do końca lipca 2009 w kopalniach śmierć poniosło 15 osób, a do końca czerwca w całym polskim górnictwie zdarzyło się 1696 wypadków, z czego 1355 w kopalniach węgla kamiennego; 15 górników, w tym 10 z kopalń węgla kamiennego, zostało ciężko rannych.
Dane Wyższego Urzędu Górniczego wskazują na ludzkie błędy jako główne przyczyny wypadków. Powstają one w większości podczas transportu oraz obsługi maszyn i urządzeń. Najczęstsze naturalne przyczyny katastrof to wybuchy pyłu węglowego, wybuchy metanu oraz pożary powstałe od zapalonego metanu.

## Do XX wieku
| Rok  | Kopalnia                                    | Liczba ofiar | Przyczyna                                                                                   | Źródła      |
| ---- | ------------------------------------------- | ------------ | ------------------------------------------------------------------------------------------- | ----------- |
| 1565 | Kopalnia "Złoty Osioł" Złoty Stok           | 59 lub 90    | Osobny artykuł: Katastrofa górnicza w szybie Złoty Osioł. Zawalenie się szybu.              | [ 5 ] [ 6 ] |
| 1875 | Kopalnia soli Bochnia Bochnia               | 12           | Pożar spowodowany błędem człowieka – operatora maszyny wyciągowej przy szybie.              | [ 7 ]       |
| 1881 | Kopalnia Węgla Kamiennego Ludmiła Sosnowiec | ok. 20       | Osobny artykuł: Katastrofa w kopalni Ludmiła w Sosnowcu. Zalanie wyrobiska przez kurzawkę   |             |
| 1896 | KWK Cleophas Załęże                         | 104          | Osobny artykuł: Katastrofa górnicza w kopalni „Cleophas”.Pożar i zatrucie trującymi gazami. | [ 8 ]       |

## XX wiek

### Do lat 50.
| Data             | Kopalnia                                 | Liczba ofiar | Opis | Źródła        |
| ---------------- | ---------------------------------------- | ------------ | --- | ------------- |
| 7 grudnia 1913   | KWK Emma Radlin                          | 17           | Osobny artykuł: Katastrofa górnicza w kopalni Emma. Zwarcie instalacji elektrycznej, pożar | [ 9 ]         |
| 3 sierpnia 1922  | KWK Artur Siersza                        | 28           | Wdarcie się wody z potoku Kozibród | [ 10 ]        |
| 10 stycznia 1923 | KWK Donnersmarckhütte Mikulczyce         | 45           | Osobny artykuł: Katastrofa górnicza w kopalni Donnersmarckhütte. Pożar wyrobiska. | [ 11 ]        |
| 31 stycznia 1923 | KWK Heinitz Rozbark                      | 145          | Osobny artykuł: Katastrofa górnicza w kopalni Heinitz. Wybuch pyłu węglowego na głębokości 600 m. | [ 8 ] [ 12 ]  |
| 20 września 1923 | KWK Reden Dąbrowa Górnicza               | 39           | Pożar powstały na skutek zaniedbań bezpieczeństwa. | [ 13 ] [ 14 ] |
| 29 lipca 1929    | KWK Victoria – Szyby Siostrzane Sobięcin | 33           | Obwał przodka, w wyniku tego wzrosło uwalnianie się metanu z odsłoniętej calizny.Zapalnikiem była niesprawna lampa z nieszczelną zewnętrzną siateczkę osłaniającą, w wyniku tego doszło do wybuchu metanu. | [ 15 ]        |
| 16 sierpnia 1929 | KWK Wanda-Lech Nowy Bytom                | 16           | Wybuch pyłu węglowego. | [ 13 ]        |
| 9 lipca 1930     | KWK Wenceslaus Ludwikowice Kłodzkie      | 151          | Wstrząs spowodowany wyrzutem gazu na skutek którego nastąpiło wypchnięcie 35-metrowego bloku. | [ 16 ] [ 17 ] |
| 10 maja 1941     | KWK Ruben Nowa Ruda                      | 187          | Wyrzut dwutlenku węgla | [ 8 ] [ 18 ]  |
| 10 czerwca 1945  | KWK Brzeszcze-Silesia Brzeszcze          | 9            | Wybuch metanu | [ 19 ]        |
| 14 marca 1946    | KWK Jan Kanty Jaworzno                   | 5            | Pożar | [ 20 ]        |
| 24 czerwca 1946  | KWK Boże Dary Kostuchna                  | 7            | Tąpnięcie | [ 20 ]        |
| 23 lipca 1946    | KWK Ludwik Zabrze                        | 5            | Tąpnięcie | [ 20 ]        |
| 24 września 1946 | KWK Nowa Ruda Nowa Ruda                  | 5            | Wyrzut skał | [ 20 ]        |
| 1947             | KWK Niwka-Modrzejów Niwka                | 25           | Samozapłon węgla spowodowany wadliwą odbudową i niepodmuleniem wyrobisk. | [ 13 ] [ 21 ] |
| 1947             | KWK Wieczorek Nikiszowiec                | 12           | Pożar | [ 13 ]        |
| 6 listopada 1947 | KWK Marcel Radlin                        | 5            | Wybuch metanu | [ 20 ]        |

### Lata 50. – lata 70.
| Data              | Kopalnia                              | Liczba ofiar | Opis | Źródła               |
| ----------------- | ------------------------------------- | ------------ | --- | -------------------- |
| 4 maja 1950       | KWK Jankowice Jankowice               | 29           | Wybuch metanu | [ 13 ] [ 19 ]        |
| 22 maja 1951      | KWK Łagiewniki Bytom                  | 21           | Pożar | [ 13 ]               |
| 24 grudnia 1951   | KWK Mysłowice Mysłowice               | 7            | Wybuch metanu i pyłu | [ 20 ]               |
| 4 marca 1952      | KWK Pstrowski Zabrze                  | 9            | Pożar i wybuch | [ 20 ]               |
| 4 marca 1953      | KWK Bolesław Chrobry Wałbrzych        | 5            | Wybuch metanu | [ 20 ]               |
| 22 lutego 1954    | KWK Dębieńsko Dębieńsko               | 21           | Pożar | [ 13 ] [ 22 ]        |
| 21 marca 1954     | KWK Barbara-Wyzwolenie Chorzów        | 80–120       | Osobny artykuł: Katastrofa górnicza w kopalni Barbara-Wyzwolenie.Pożar wywołany awarią systemu energetycznego                          | [ 13 ] [ 23 ] [ 20 ] |
| 26 sierpnia 1954  | KWK Komuna Paryska Jaworzno           | 18           | Wdarcie się wody. | [ 13 ]               |
| 30 maja 1955      | KWK Sośnica Gliwice                   | 42           | Zaprószenie ognia karbidówką lub papierosem.                                                                                           | [ 13 ] [ 24 ]        |
| 17 lutego 1956    | KWK Rokitnica Zabrze                  | 15           | Pożar na głębokości 575 m. | [ 13 ]               |
| 18 lipca 1956     | KWK Boże Dary Kostuchna               | 23           | Wybuch gazów pożarowych. | [ 8 ] [ 13 ]         |
| 25 sierpnia 1956  | KWK Chorzów Chorzów                   | 30           | Pożar i odwrócenie prądu powietrza. | [ 13 ] [ 25 ]        |
| 9 czerwca 1956    | KWK Siemianowice Siemianowice Śląskie | 5            | Wybuch gazów | [ 20 ]               |
| 28 sierpnia 1958  | KWK Makoszowy Zabrze                  | 72           | Osobny artykuł: Katastrofa górnicza w kopalni Makoszowy w Zabrzu. Pożar spowodowany cięciem stalowej stropnicy palnikiem acetylenowym. | [ 13 ] [ 25 ]        |
| 1 września 1958   | KWK Nowa Ruda Nowa Ruda               | 14           | Wybuch metanu oraz pyłu węglowego | [ 13 ]               |
| 8 kwietnia 1959   | KWK Moszczenica Moszczenica           | 9            | Wybuch metanu | [ 20 ]               |
| 15 marca 1961     | KWK Makoszowy Zabrze                  | 12           | Opary z zapalonej gumowej taśmy przenośnika.                                                                                           | [ 13 ] [ 19 ]        |
| 12 września 1961  | KWK Zabrze Zabrze                     | 14           | Zerwanie się klatki w szybie. | [ 13 ]               |
| 24 listopada 1961 | KWK Polska Świętochłowice             | 9            | Wybuch gazu i pyłu | [ 20 ]               |
| 17 kwietnia 1962  | KWK Klimontów Klimontów               | 5            | Powódź. | [ 20 ]               |
| 23 lipca 1968     | KWK Niwka-Modrzejów Sosnowiec         | 5            | Wybuch metanu i pyłu. | [ 19 ]               |

### lata 70.–2000
| Data                 | Kopalnia                              | Liczba ofiar | Opis                                                                                           | Źródła               |
| -------------------- | ------------------------------------- | ------------ | ---------------------------------------------------------------------------------------------- | -------------------- |
| 23 marca 1971        | KWK Rokitnica Zabrze                  | 10           | Osobny artykuł: Katastrofa górnicza w kopalni Rokitnica. Zobacz też: Alojzy Piontek Tąpnięcie. | [ 8 ] [ 13 ]         |
| 21 lutego 1974       | KWK Szombierki Bytom                  | 8            | Tąpnięcie.                                                                                     | [ 20 ]               |
| 28 czerwca 1974      | KWK Silesia Czechowice-Dziedzice      | 34           | Wybuch metanu podczas rabowania ściany.                                                        | [ 13 ] [ 19 ]        |
| 8 listopada 1975     | KWK Mysłowice Mysłowice               | 5            | Tąpnięcie.                                                                                     | [ 20 ]               |
| 26 maja 1976         | KWK Miechowice Bytom                  | 7            | Pożar.                                                                                         | [ 20 ]               |
| 7 września 1976      | KWK Nowa Ruda Nowa Ruda               | 17-19        | Wyrzut skał i gazów.                                                                           | [ 13 ] [ 26 ]        |
| 3 października 1979  | KWK Nowa Ruda Nowa Ruda               | 7            | Wyrzut skał.                                                                                   | [ 20 ]               |
| 10 października 1979 | KWK Dymitrow Bytom                    | 10           | Wybuch pyłu węglowego po źle wykonanych robotach strzałowych                                   | [ 27 ] [ 25 ] [ 28 ] |
| 30 października 1979 | KWK Silesia Czechowice-Dziedzice      | 21-22        | Pożar po zapaleniu się taśmy przenośnika.                                                      | [ 13 ] [ 25 ]        |
| 21 kwietnia 1980     | KWK Barbara-Chorzów Chorzów           | 7            | Tąpnięcie.                                                                                     | [ 20 ]               |
| 24 października 1981 | KWK Zabrze Zabrze                     | 8            | Wybuch metanu i pyłu.                                                                          |                      |
| 28/29 listopada 1982 | KWK Dymitrow Bytom                    | 18           | Wybuch pyłu węglowego.                                                                         | [ 13 ] [ 25 ]        |
| 8 listopada 1984     | KWK Powstańców Śląskich Bytom         | 8            | Tąpnięcie.                                                                                     | [ 29 ]               |
| 11 lutego 1985       | KWK Niwka-Modrzejów Sosnowiec         | 5            | Wybuch metanu i pyłu.                                                                          | [ 20 ]               |
| 22 maja 1985         | KWK Siemianowice Siemianowice Śląskie | 6            | Tąpnięcie.                                                                                     | [ 29 ]               |
| 11 września 1985     | KWK Thorez Wałbrzych                  | 5            | Wyrzut skał i dwutlenku węgla.                                                                 | [ 20 ]               |
| 22 grudnia 1985      | KWK Wałbrzych Wałbrzych               | 18           | Osobny artykuł: Katastrofa górnicza w kopalni Wałbrzych. Wybuch metanu.                        | [ 13 ] [ 19 ]        |
| 25 czerwca 1986      | KWK Bobrek Bytom                      | 9            | Tąpnięcie.                                                                                     | [ 29 ] [ 30 ]        |
| 4 lutego 1987        | KWK Mysłowice Mysłowice               | 17           | Wybuch metanu i pyłu węglowego.                                                                | [ 20 ]               |
| 10 stycznia 1990     | KWK Halemba Ruda Śląska               | 19           | Osobny artykuł: Katastrofa górnicza w kopalni Halemba (1990). Wybuch metanu.                   | [ 8 ] [ 13 ]         |
| 7 marca 1991         | KWK Halemba Ruda Śląska               | 5            | Tąpnięcie.                                                                                     | [ 29 ] [ 31 ]        |
| 17 września 1993     | KWK Miechowice Bytom                  | 6            | Tąpnięcie na głębokości 720 m.                                                                 | [ 29 ] [ 19 ] [ 8 ]  |
| 11 września 1995     | KWK Nowy Wirek Ruda Śląska            | 5            | Tąpnięcie. Po 5 dniach wydobyto 4 żywych górników.                                             | [ 29 ] [ 19 ] [ 31 ] |
| 12 grudnia 1996      | KWK Bielszowice Ruda Śląska           | 5            | Tąpnięcie i wybuch metanu.                                                                     | [ 29 ] [ 8 ] [ 19 ]  |
| 23/24 lutego 1998    | KWK Niwka-Modrzejów Sosnowiec         | 6            | Penetracja nieużywanego i pozbawionego tlenu wyrobiska.                                        | [ 19 ] [ 31 ]        |

## XXI wiek
| Data                | Kopalnia                           | Liczba ofiar | Opis | Źródła                      |
| ------------------- | ---------------------------------- | ------------ | --- | --------------------------- |
| 6 lutego 2002       | KWK Jas-Mos Jastrzębie-Zdrój       | 10           | Osobny artykuł: Katastrofa górnicza w KWK Jas-Mos Wybuch pyłu węglowego na głębokości 700 m.                                 | [ 8 ] [ 13 ]                |
| 21 listopada 2006   | KWK Halemba Ruda Śląska            | 23           | Osobny artykuł: Katastrofa górnicza w kopalni Halemba w 2006 Wybuch metanu i pyłu węglowego na głębokości 1030 m.            | [ 8 ] [ 13 ]                |
| 4 czerwca 2008      | KWK Borynia Jastrzębie-Zdrój       | 6            | Osobny artykuł: Katastrofa górnicza w kopalni Borynia Wybuch metanu.                                                         | [ 32 ] [ 33 ]               |
| 18 września 2009    | KWK Wujek-Ruch Śląsk Ruda Śląska   | 20           | Osobny artykuł: Katastrofa górnicza w kopalni Wujek – Ruch Śląsk Zapłon i wybuch metanu na głębokości 1050 m.                | [ 34 ] [ 35 ] [ 36 ]        |
| 6 października 2014 | KWK Mysłowice-Wesoła Mysłowice     | 5            | Wybuch metanu | [ 37 ]                      |
| 29 listopada 2016   | Zakłady Górnicze „Rudna” Polkowice | 8            | Wstrząs naturalny | [ 38 ]                      |
| 5 maja 2018         | KWK Zofiówka Jastrzębie-Zdrój      | 5            | Osobny artykuł: Katastrofa górnicza w kopalni Zofiówka (2018) Tąpnięcie na głębokości 900 m pod ziemią.                      | [ 39 ] [ 40 ] [ 41 ] [ 41 ] |
| 20 kwietnia 2022    | KWK Pniówek Pawłowice              | 16           | Osobny artykuł: Katastrofa górnicza w kopalni Pniówek Wybuchy metanu na głębokości 1000 m pod ziemią                         | [ 42 ]                      |
| 23 kwietnia 2022    | KWK Zofiówka Jastrzębie-Zdrój      | 10           | Osobny artykuł: Katastrofa górnicza w kopalni Zofiówka (2022) Wstrząs wysokoenergetyczny na głębokości 900 m i wyciek metanu |                             |
| 22 stycznia 2025    | KWK Knurów-Szczygłowice Knurów     | 5            | Zapłon metanu na głębokości 1050 m pod ziemią                                                                                | [ 43 ]                      |